# SCTP
Stream Control Transmission Protocol (SCTP) je ime za protokol u transportnom sloju IP mreža i sličan je popularnim protokolima Transmission Control Protocol (TCP) i User Datagram Protocol (UDP). SCTP ima neke servise protokola TCP i UDP: ima porukne servise kao UDP, i sekvencijalne prenose poruka sa kontrolom zagušivanja kao sa TCP.